# 이저벨라 스튜어트 가드너 박물관
이저벨라 스튜어트 가드너 박물관(영어: Isabella Stewart Gardner Museum)은 미국 매사추세츠주 보스턴에 소재한 미술관이다.
1990년 박물관 작품 중 13점이 도난당했다. 범죄는 아직 해결되지 않았으며 약 5억 달러 상당의 작품은 반환되지 않았다. 예술 작품의 복구로 이어지는 정보에 대한 보상금은 1,000만 달러이다.